# Cattedrale di San Matteo (Washington)
La cattedrale di San Matteo Apostolo (in inglese: Cathedral of St. Matthew the Apostle) è il principale luogo di culto cattolico di Washington, capitale degli Stati Uniti. 
La chiesa, sede del vescovo di Washington, è stata completata nel 1913, lo stile con cui è stata costruita è quello bizantino.

## Galleria d'immagini

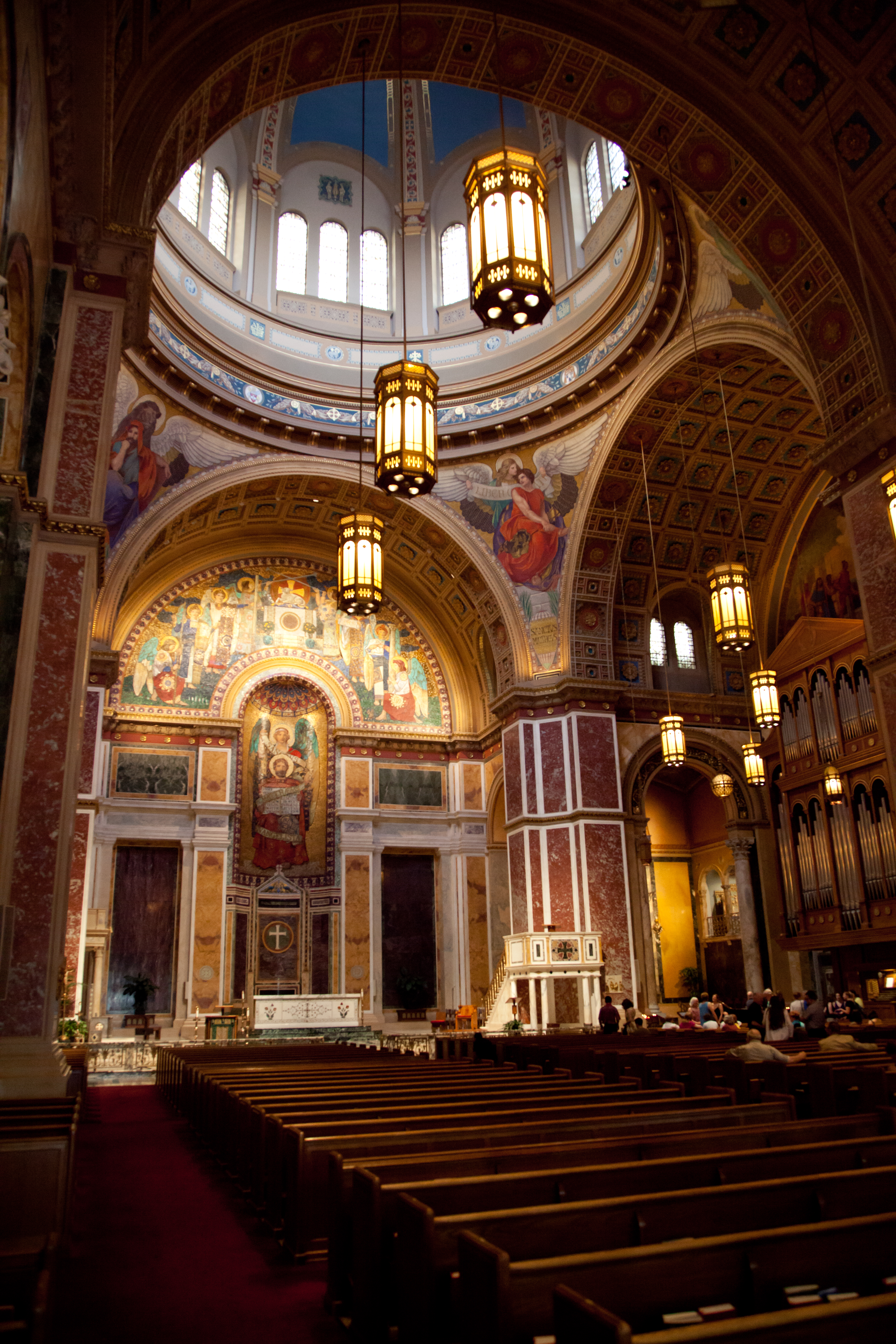
Cattedrale interni
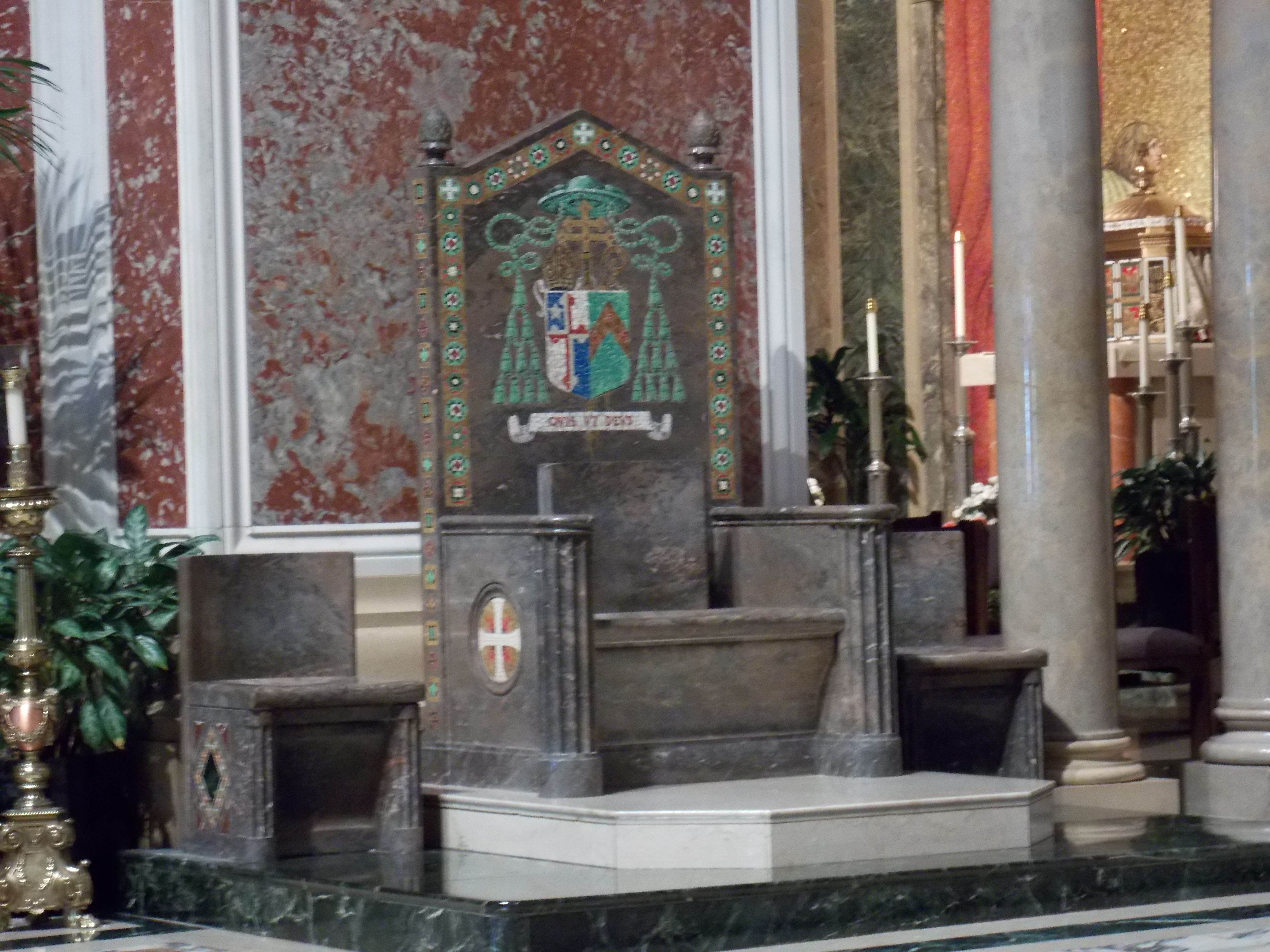
Cattedra
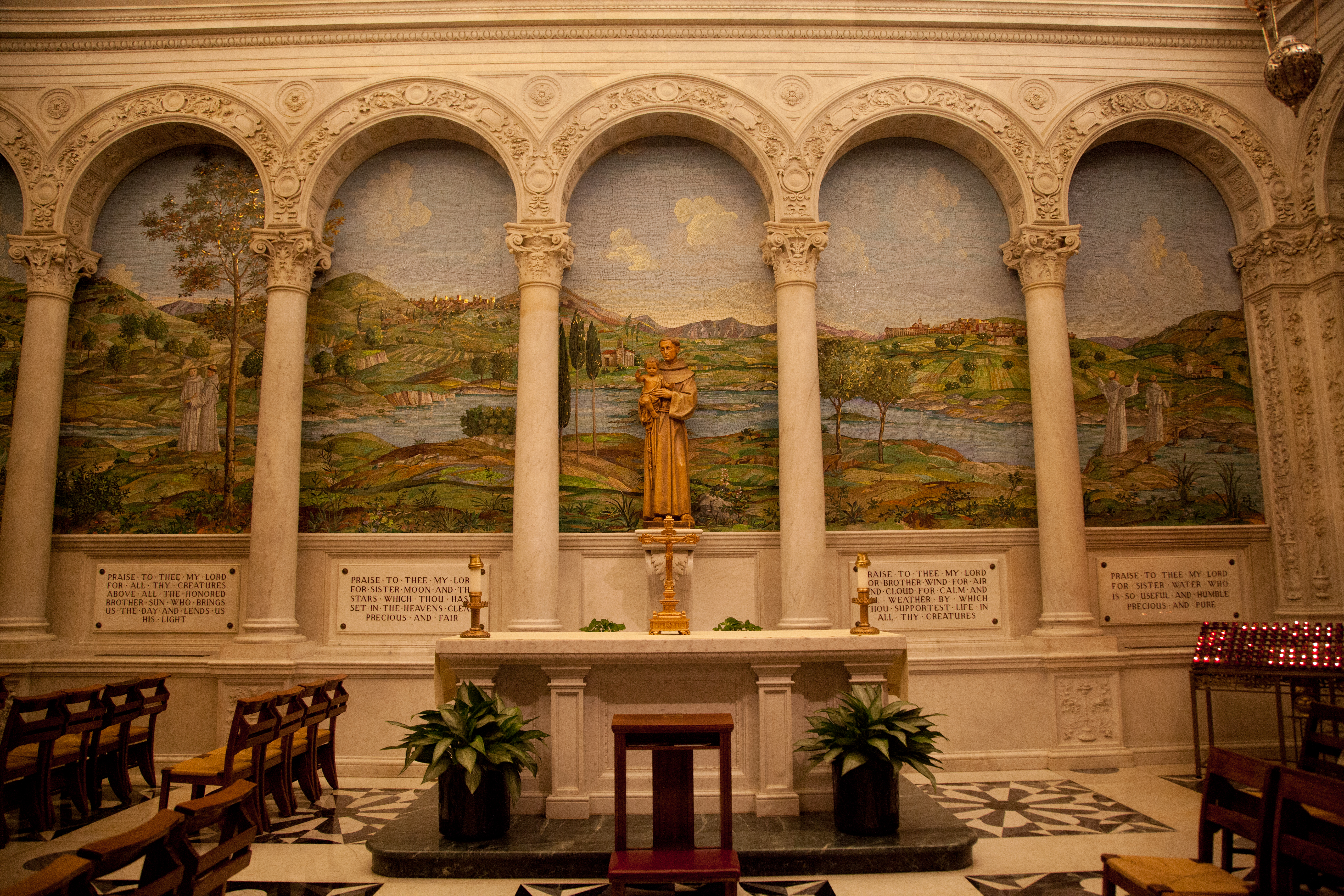
Cappella di Sant'Antonio da Padova
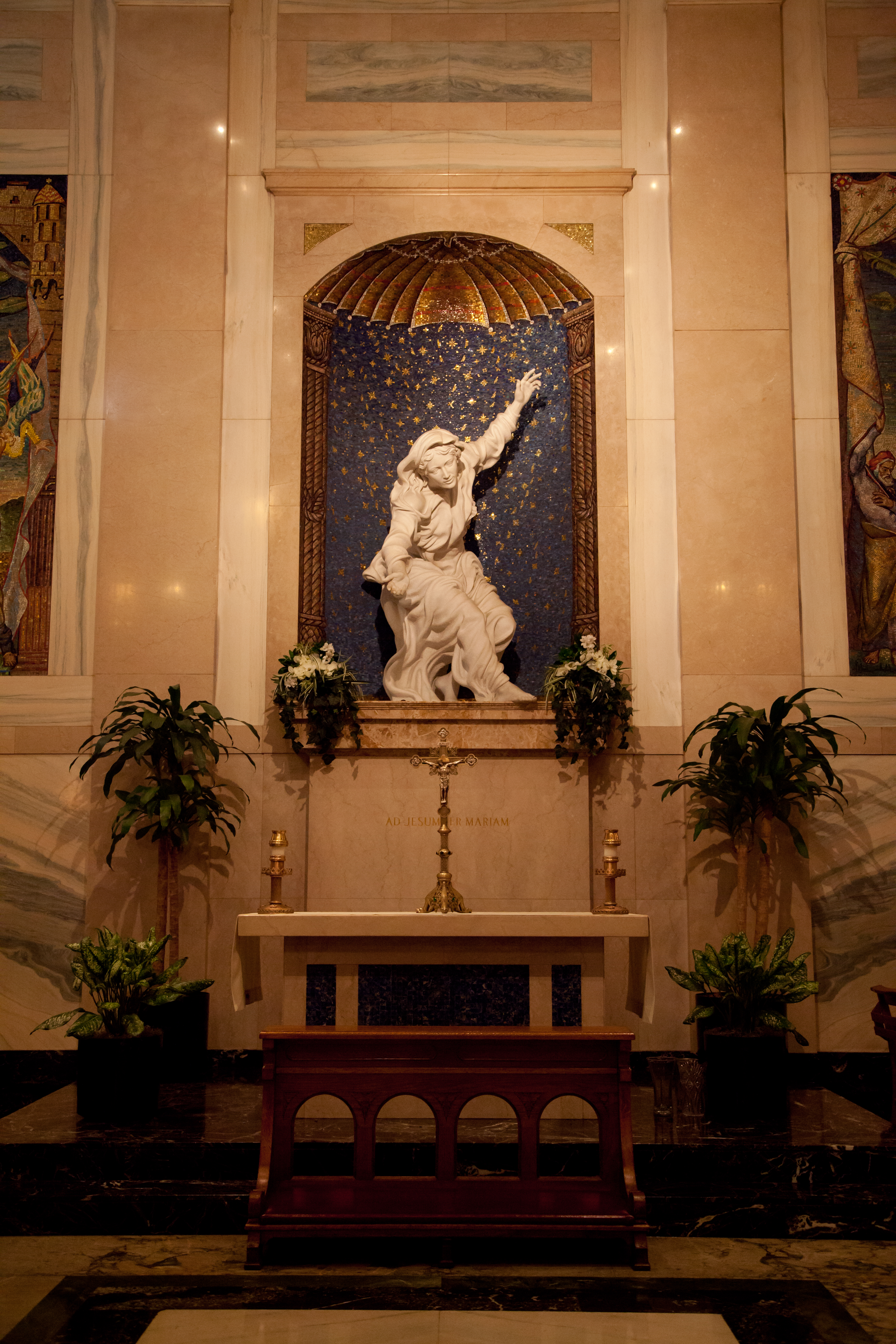
Cappella della Beata Vergine Maria